# Cão fila de são miguel
Cão fila de são miguel är en hundras från den portugisiska provinsen Azorerna i Atlanten. Den är en boskapshund och vakthund, känd sedan början av 1800-talet och besläktad med den numer försvunna iberiska molosserhunden Matin de Terceira. Fila är portugisiska för nafsa, som de flesta andra boskapshundar är den alltså en heeler som vallar genom att nafsa boskapen i hasorna. 1978 inleddes en inventering av rasen som godändes nationellt av den portugisiska kennelklubben Clube Português de Canicultura (CPC) 1983 och av Fédération Cynologique Internationale (FCI) 1995. I Portugal hör den nu till de mest populära hundraserna.